# Strathbogie Ranges
Strathbogie Ranges är en bergskedja i Australien. Den ligger i delstaten Victoria, omkring 120 kilometer nordost om delstatshuvudstaden Melbourne.
I omgivningarna runt Strathbogie Ranges växer i huvudsak städsegrön lövskog. Runt Strathbogie Ranges är det mycket glesbefolkat, med 2 invånare per kvadratkilometer. Genomsnittlig årsnederbörd är 933 millimeter. Den regnigaste månaden är februari, med i genomsnitt 115 mm nederbörd, och den torraste är november, med 43 mm nederbörd.